# Andreas Wurm (Stiftsdekan)
Andreas Wurm, auch Endres Worm (* vor 1471; † nach 1517) war ein deutscher Jurist, Stiftsdekan und Offizial in Speyer.

## Leben
Andreas Wurm stammte aus Gunzenhausen in Mittelfranken. 1471 immatrikulierte er sich an der Universität Leipzig. 1480 wurde Wurm als Pfarrer von Gunzenhausen und Kanoniker des Stifts St. Germanus und Mauritius in Speyer bezeichnet. 1481 war er bei der Wahl des Rektors der Universität Padua anwesend. 1486 war Wurm Doktor (des Rechts oder des Kirchenrechts) und Rat und Gesandter des Kurfürsten Albrecht von Brandenburg-Ansbach. Er erschien in der Folgezeit mehrmals in Diensten von dessen Söhnen.
1494 war Andreas Wurm Beisitzer im Reichskammergericht. 1503 wurde er als Offizial, als oberster geistlicher Richter in Speyer bezeichnet. 1517 war Wurm Dechant des Kollegiatstifts St. Germanus und St. Mauritius in Speyer und wurde als Doktor beider Rechte bezeichnet. In diesem Jahr schenkte er der Stadt Weißenburg seine Bibliothek mit etwa 200 Bänden juristischer und theologischer Literatur, aber auch antiker Autoren und italienischer Humanisten. Sie bildet die Grundlage der heutigen Historischen Ratsbibliothek der Stadt.
Danach wurde er nicht mehr erwähnt.